# Pierre Corneille van Geel
Pierre Corneille van Geel, auch Petrus C(K)orneli(u)s van Geel oder van Géel (* 12. Oktober 1796 in Mechelen; † 15. März 1837 in Paris) war ein Priester, Polemiker und Botaniker. Sein offizielles botanisches Autorenkürzel lautet „Van Geel“.
Er war ein Sohn des Bildhauers Jan Frans van Geel (auch Jean François oder Johannes Franciscus) (1756–1830).

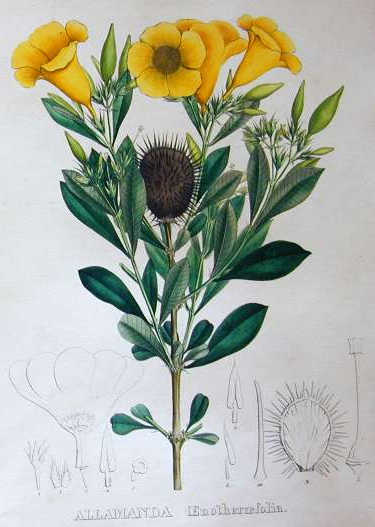
Illustration der Dschungelglocken-Art Allamanda oenotherifolia

Zusammen mit dem belgischen Naturforscher Pierre Auguste Joseph Drapiez (1778–1856) war er Gründer und Verwalter der Royal Company of Horticulture of the Netherlands.
Van Geel gab zusammen mit Pierre Auguste Joseph Drapiez das reich bebilderte Werk Encyclographie du règne végétal. Sertum botanicum… heraus, das in mehreren Bänden von 1828 bis 1832 erschien und etwa 600 lithografische Abbildungen enthält.